# Kenji Honnami
Kenji Honnami (本並 健治, Honnami Kenji) est un footballeur japonais né le 23 juin 1964 à Hirakata, dans la préfecture d'Osaka, au Japon.